# Silver Bridge
De Silver Bridge was een brug over de rivier de Ohio in Point Pleasant, die in 1967 is ingestort. Bij deze ramp zijn 46 mensen om het leven gekomen. De brug, met een lengte van 680 meter, kreeg deze naam omdat het in 1928 de eerste met aluminiumverf geschilderde brug was van de Verenigde Staten. Het was een revolutionaire brug, waarvoor allerlei nieuwe technieken waren toegepast.
In de verfilming van het boek The Mothman Prophecies spreekt men van 36 doden in plaats van 46.

## Instorting
Er doen verschillende theorieën de ronde over de instorting.
- Men vraagt zich af of het roestbeleid wel deugde.
- Een gigantische knal zou de instorting veroorzaakt hebben. Veel mensen hebben dit tegelijkertijd gehoord vlak voordat de brug instortte. Onderzoekers hebben deze theorie afgewezen omdat huizen in de omgeving niet beschadigd waren.
- In de omgeving deed vooral de theorie van The Mothman de ronde. Voor en na de ramp deden zich in de omgeving vreemde verschijnselen voor, zoals UFO-verschijningen en zich vreemd gedragende mensen in het dorp. De Mothman, een gigantisch vleermuisachtig wezen met vlinderachtige vleugels, zou de ramp op gang hebben gebracht. John A. Keel heeft hier een boek over geschreven, genaamd The Mothman Prophecies. Dit boek is ondertussen ook verfilmd.
- De vloek van Cornstalk. In 1774 was er een oorlog tussen Europeanen en Indianen. Cornstalk was een gerespecteerde indiaan, die zich overgaf aan de Europeanen. Vlak voordat hij stierf, had hij het gebied van Point Pleasant vervloekt.
- De werkelijke oorzaak schuilt achter de uitspraak 'Een ketting is zo sterk als zijn zwakste schakel'. Doordat één kabel het begaf, werd de belasting van de andere kabels zo groot dat die het vervolgens ook begaven. Waarschijnlijk was deze staalkabel doorgeroest.

De instorting heeft ook positieve gevolgen gehad. Bruggen worden nu beter gecontroleerd en onderhouden. Men weet nu meer over roestvorming zodat daar in de toekomst rekening mee gehouden kan worden.

### Silver Memorial Bridge

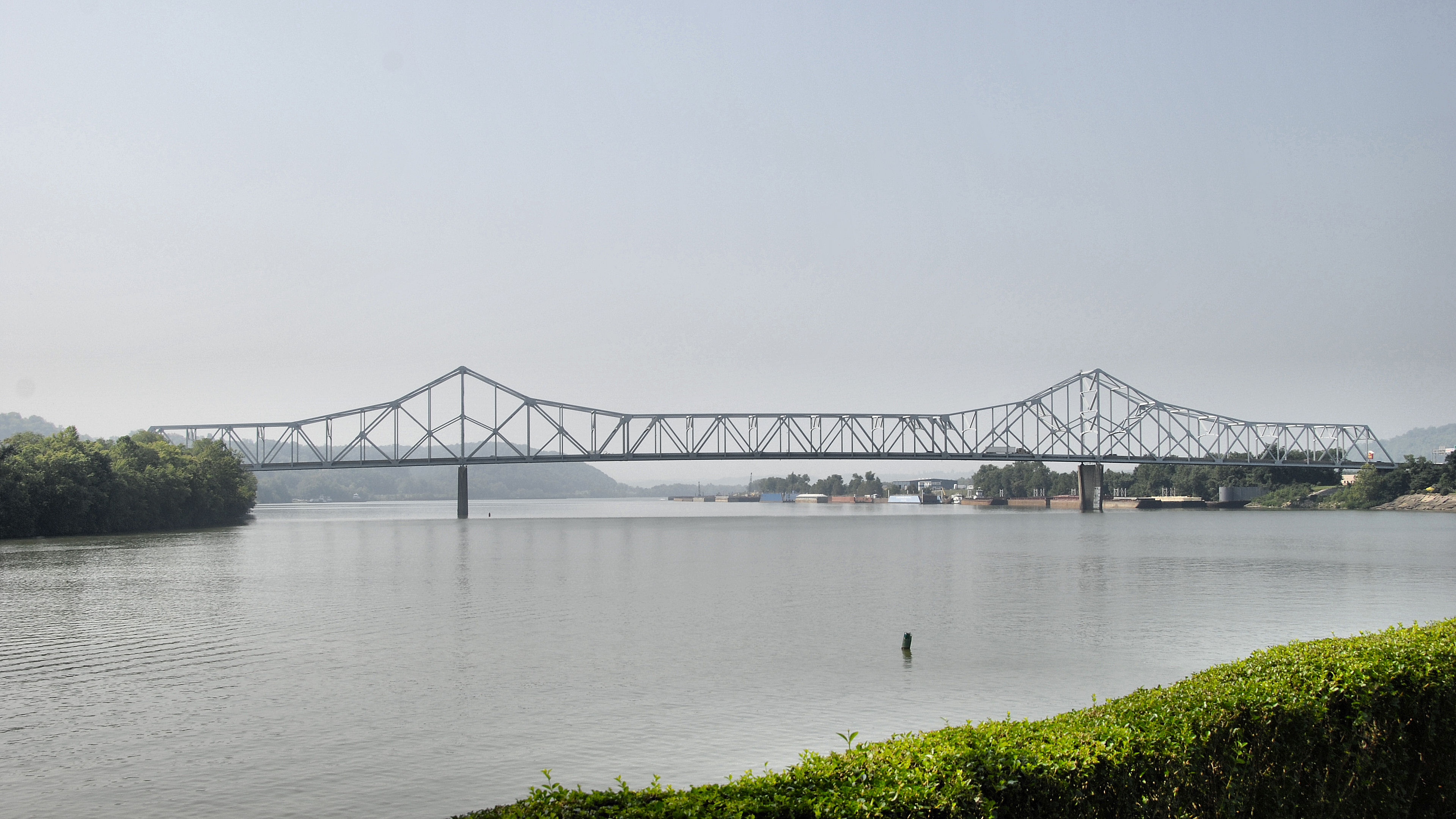
De Silver Memorial Bridge uit 1969

De brug werd niet vervangen op dezelfde plaats. Voorbij de monding van de Kanawha, ruim anderhalve kilometer stroomafwaarts, werd in 1969 de Silver Memorial Bridge opgeleverd.